# 嵐のワクワク学校
嵐のワクワク学校（あらしのわくわくがっこう、英語: WAKU-WAKU SCHOOL OF ARASHI）とは、アイドルグループ・嵐が東京ドームおよび京セラドーム大阪を教室に見立てて授業を行うチャリティーイベント。略称は「ワクワク学校」。

## 概要
2011年、東日本大震災を契機に嵐がチャリティーイベントを開催。メンバー5人がそれぞれ先生として授業を行った。以降は通常イベントとして毎年開催。2012年に宮城県、福島県で在住者無料招待の"課外授業"、2017年には熊本県で熊本地震復興支援公演を行っている。また2016年は同年に発生した熊本地震の被災者へ、2018年は平成30年7月豪雨の被災地域（広島県、愛媛県、岡山県）、2019年は令和元年房総半島台風（台風15号）の被災地域（千葉県）へ収益金の一部を寄付した。東日本大震災への寄付も継続しており、2018年時点で計20億円を義援金としている。
テーマは「日々是気付」。校歌は嵐の「ふるさと」。2015年からはジャニーズ事務所所属の後輩グループがアシスタントとして参加している。
2019年1月27日に嵐が2020年12月31日をもって活動休止することが発表されたため、2019年開催のイベントを最後に参加を終了することを発表。しかし、2020年以降に後輩グループに引き継ぐ予定であったが、新型コロナウイルスの感染拡大を受けて医療従事者に感謝の気持ちも込めて2020年度はオンラインで開校することが決定した。

## 各回の内容

### 2011年
嵐のワクワク学校2011〜毎日がもっと輝く5つの授業〜
2011年6月から開催された嵐のライブツアー『ARASHI LIVE TOUR Beautiful World』のうち東京ドーム公演を、同年3月に発生した東北地方太平洋沖地震に伴う電力不足（東日本大震災）を考慮してチャリティーイベントに変更。コンサートより省電力かつ電源車での発電を行ったエコなイベントである。
3日間5公演で約22.5万人を動員し、収益金約2億円はジャニーズ事務所のチャリティープロジェクト「Marching J」を通じて東北の被災地に寄付された。
DVD『ARASHI LIVE TOUR Beautiful World』初回限定盤にて映像化されている。
日程
6月24日 - 6月26日：東京ドーム (5公演)
内容
- 「ドキドキ」の授業 - 二宮和也

テーマは「人体」、「生きること」
- 「ビリビリ」の授業 - 松本潤

テーマは「電気」
- 「モグモグ」の授業 - 相葉雅紀

テーマは「食」
- 「パチパチ」の授業 - 櫻井翔

テーマは「拍手」
- 「モシモシ」の授業 - 大野智

テーマは「言葉にして伝えることの大切さ」

### 2012年
嵐のワクワク学校2012〜毎日がもっと輝く5つの授業〜
前年のチャリティーイベントの好評を受けて、通常イベントとして開催された。東京ドームのほか京セラドーム大阪で、さらに6月24日に宮城・セキスイハイムスーパーアリーナ、7月31日に福島・あづま総合体育館にて無料招待の"課外授業"が行われ、4ヶ所で28.3万人の動員が見込まれた。
日程
6月16日 - 6月17日：東京ドーム (3公演)
7月14日 - 7月16日：京セラドーム大阪 (4公演)
内容
- 「カチカチ」の授業 - 二宮和也

テーマは「先入観」
- 「ゴクゴク」の授業 - 櫻井翔

テーマは「水」
- 「パクパク」の授業 - 相葉雅紀

テーマは昨年同様「食」
- 「ソモソモ」の授業 - 松本潤

テーマは「ものごとの由来」
- 「ゲラゲラ」の授業 - 大野智

テーマは「笑い」

### 2013年
嵐のワクワク学校2013〜毎日がもっと輝く5つの授業〜
東京ドームと京セラドーム大阪で開催され、24.6万人を動員した。メンバー1人が30分ずつ授業を担当し、約3時間行われた。過去2回に続き、テーマは「日々是気付」。
日程
6月29日 - 6月30日：東京ドーム (3公演)
7月13日 - 7月14日：京セラドーム大阪 (3公演)
内容
- 「スヤスヤ」の授業 - 二宮和也

テーマは「睡眠」
- 「チャリンチャリン」の授業 - 櫻井翔

テーマは「お金」
- 「パクパク」の授業 - 相葉雅紀

テーマは3年連続「食」
- 「チクタク」の授業 - 松本潤

テーマは「時間」
- 「ワイワイ」の授業 - 大野智

テーマは「仲間」

### 2014年
嵐のワクワク学校2014〜友情がもっと深まるドーム合宿〜
テーマは前年までとは異なり「日々是友情」。東京ドームと京セラドーム大阪で4日間6公演行われ、24.6万人を動員。また上海・浅水湾文化芸術センターとシンガポール・Shaw Theaters Balestierにてパブリックビューイングが行われた。
7月20日の「友だちの日」に合わせ、7月19日・20日にオリジナルバス「Friendship号」が大阪と東京を走行した。
日程
6月7日 - 6月8日：京セラドーム大阪 (3公演)
6月28日 - 6月29日：東京ドーム (3公演)
内容
- 「友達と力を合わせることは、すばらしい」 - 二宮和也
- 「上手に友達を作る方法」 - 櫻井翔
- 「友達のことを知るために一緒にお弁当を食べよう」 - 相葉雅紀
- 「友達のことを考えよう」 - 松本潤
- 「出会い、そして育もう」 - 大野智

### 2015年
嵐のワクワク学校2015〜日本がもっと楽しくなる四季の授業〜
テーマは「日本の四季」。後輩グループのHey! Say! JUMPが生徒として参加。
東京ドームと京セラドーム大阪で4日間6公演24.6万人を動員。上海、シンガポールでパブリックビューイングが行われた。
日程
6月6日 - 6月7日：京セラドーム大阪 (3公演)
6月27日 - 6月28日：東京ドーム (3公演)
内容
- 春「入学式」
- 初夏「日本人と米作り」 - 二宮和也
- 真夏「伝統を受け継ぎ、次の世代に伝えよう」 - 松本潤
- 秋「日本の"茶道"&おもてなし」 - 大野智
- 年末「年忘れ＆年越し」 - 相葉雅紀
- 年始「年初めに福を呼ぶ! &初心を忘れずに」 - 櫻井翔

### 2016年
嵐のワクワク学校2016〜毎日がもっと輝く5つの自由研究〜
テーマは「自由研究」で、ワクワク学校の"付属研究所"を舞台に開催された。ジャニーズWESTが助手として参加したほか、研究所所長として山中伸弥教授がVTR出演、小山薫堂がプロデュースを手掛けるくまモンが登場した。
4日間6公演で24.6万人を動員。今回のチケット代とグッズ収益の一部が熊本地震で被災した人々に寄付された。
日程
6月18日 - 6月19日：京セラドーム大阪 (3公演)
6月25日 - 6月26日：東京ドーム (3公演)
内容
- 「トイレットペーパーの芯の可能性を探る」 - 二宮和也、濵田崇裕

事前にHPにて"ロール芯アート作品"を募集し、その中で優れた作品を紹介。糸電話の楽器"ストリングラフィ"で校歌の「ふるさと」を演奏。
- 「魚をおいしく食べる方法」 - 大野智、桐山照史

特設プールで釣り対決。大野が日本料理屋で教わった方法で鯛のお造りを調理。
- 「体幹」 - 相葉雅紀、中間淳太、重岡大毅

ぞうきんがけ大会上位の小学生とぞうきんがけ対決。青山学院大学直伝の体幹トレーニングを実践。
- 「星空がよりすてきに見える研究」 - 櫻井翔、藤井流星

ステージ上の電飾を満点の星空に見立てて疑似デート。被り物で太陽、月、地球の動きを解説。
- 「運ってなんだろう？」 - 松本潤、小瀧望、神山智洋

チケット半券の番号でくじ引きをし、選ばれた生徒1名に質問。ネガティブエピソードをポジティブに捉える。

### 2017年
嵐のワクワク学校2017〜毎日がもっと輝くみんなの保健体育〜
テーマは「保健体育」。Sexy Zoneが助手として、吉田沙保里がゲストとして出演した。4日間6公演で24.6万人を動員。公演チケットとグッズ収益の一部を東北地方太平洋沖地震・熊本地震の被災者に寄付する。
日程
6月17日 - 6月18日：京セラドーム大阪 (3公演)
7月8日 - 7月9日：東京ドーム (3公演)
内容
1. ワクワク障害物競走
2. 「人間の基本は、毎日の"うん活"にあり」 - 二宮和也、中島健人
3. 「男らしさ、女らしさを考えよう！」 - 櫻井翔、佐藤勝利
4. 「運動（スポーツ）を好きになろう！」 - 相葉雅紀、菊池風磨
5. 「緊張を味方にしよう！」 - 松本潤、松島聡
6. 「人はなぜ泣く？涙の効果」 - 大野智、マリウス葉

嵐のワクワク応援団 熊本がもっと元気になる3つの課外授業
熊本地震復興支援公演として、熊本県在住の小中学生とその保護者計6000人を無料招待し、会場となるグランメッセ熊本オープン前のプレ公演として行われた。大野、二宮、松本が出演。櫻井、相葉はライブ中継で参加した。
日程
6月25日：グランメッセ熊本 (1公演)

### 2018年
嵐のワクワク学校2018〜毎日がもっと輝く5つの部活！〜
テーマは「部活」。嵐のメンバーが"部長"に扮し、前年に続きSexy Zoneが"部員"として参加する。4日間6公演で24.6万人を動員。収益金の一部は同年に発生した平成30年7月豪雨の義援金として寄付された。
日程は以下に。
6月9日 - 6月10日：京セラドーム大阪 (3公演)
6月30日 - 7月1日：東京ドーム (3公演)
内容
1. 「探検部」 - 二宮和也、松島聡
2. 「土にさわる部」 - 松本潤、マリウス葉
3. 「ドッジボール部」 - 櫻井翔、菊池風磨
4. 「スイーツ部」 - 大野智、中島健人
5. 「オカルト研究会」 - 相葉雅紀、佐藤勝利

### 2019年
嵐のワクワク学校2019〜時空をJUMP!すべてが愛おしくなる修学旅行〜
テーマは「修学旅行」。嵐のメンバーが"先生"を務め、2015年以来4年ぶり2回目の参加となるHey!Say!JUMPが"引率助手"として参加する。4日間6公演で24万6000人を動員。
日程
6月22日 - 6月23日：京セラドーム大阪 (3公演)
6月29日 - 6月30日：東京ドーム (3公演)
内容
- 「音楽」-二宮和也、有岡大貴、八乙女光
- 「ハワイと嵐」-相葉雅紀、高木雄也
- 「ダンス」-大野智、山田涼介、知念侑李
- 「衣装・ファッション」-松本潤、伊野尾慧
- 「写真」-櫻井翔、中島裕翔、薮宏太

### 2020年
嵐のワクワク学校オンライン
内容及び配信日
1.「今こそ感謝を伝えよう」(2020年5月2日)- 二宮和也
2.「新型コロナウイルスを知ろう」(2020年5月9日)- 櫻井翔 (ゲスト:山中伸弥教授 河岡義裕教授(東京大学医科学研究所ウイルス感染分野)
3.「カラダを動かそう」(2020年5月16日)- 相葉雅紀
4.「"待つ"意味を考えよう」(2020年5月23日)- 松本潤
5.「絵を描こう」(2020年5月30日)- 大野智